# Sato Chiyako
Chiyako Sato (en japonés: 佐藤千夜子, Sato Chiyako; Tendō, prefectura de Yamagata; 13 de marzo de 1897-13 de diciembre de 1968) fue una cantante japonesa del género ryūkōka.

## Biografía
Pese a que su nombre real fue Sato Chiyo, siempre fue conocida como Sato Chiyako. En 1925 debutó con el tema «Aoi Susuki». En 1928 conoció a Shinpei Nakayama, quien compuso los temas «Habu no Minato» y «Tokyo March» ( 東京行進曲, Tōkyō Kōshinkyoku), utilizado en la película homónima y producida en 1929.

## Últimos años y muerte
En 1930 se radicó en Italia con la esperanza de comenzar una carrera allí; sin embargo, no obtuvo mucho éxito, por lo que en 1934 volvió a Japón, donde no logró retomar su carrera como cantante. Murió en 1968.